# 267. pehotni polk (Italija)
267. pehotni polk Caserta je bil pehotni polk Kraljeve italijanske kopenske vojske.

## Zgodovina
Med prvo svetovno vojno je polk deloval na soški fronti.